# Avenida Chrisóstomo Pimentel de Oliveira
A Avenida Chrisóstomo Pimentel de Oliveira é um logradouro do Rio de Janeiro, Brasil.
Localiza-se entre os bairros da Pavuna e Anchieta e foi duplicada em 1991, com o então nome Estrada Rio do Pau, tendo mudado anos depois para o nome atual, apesar de ainda ser popularmente chamada pelo nome anterior.
Faz importante ligação entre os municípios da Baixada Fluminense, através da Via Light, que liga Nova Iguaçu ao bairro da Pavuna, e da Linha Vermelha, esta servindo como corredor para quem vem da Baixada Fluminense, mas que com a futura ligação com a Avenida Brasil, deixará de fazer essa ligação, até 2016.
Com a grande população dos bairros da Pavuna e Anchieta, o fluxo de veículos aumentou, com 16 linhas municipais de ônibus e cinco outras intermunicipais, além de kombis e vans. Nos horários de pico (06:30 a 08:00 e 17:00 a 20:00) é comum a formação de engarrafamentos na Avenida.
Em março de 2012, a Secretaria Municipal de Obras do município do Rio de Janeiro, através da "Operação Asfalto Liso", iniciou a restauração da camada de asfalto da avenida, tanto no sentido Pavuna, como no sentido Anchieta.